# Джэксон (Калифорния)
Джэксон (англ. Jackson, ранее Botilleas, Botilleas Spring, Bottileas, Bottle Spring, и Botellas) — город и окружной центр округа Амадор, штат Калифорния, США. 
Население города, по данным переписи 2000 года, составляет 3989 человек. В черте города проходят автомагистрали SR 49 и SR 88.

## История

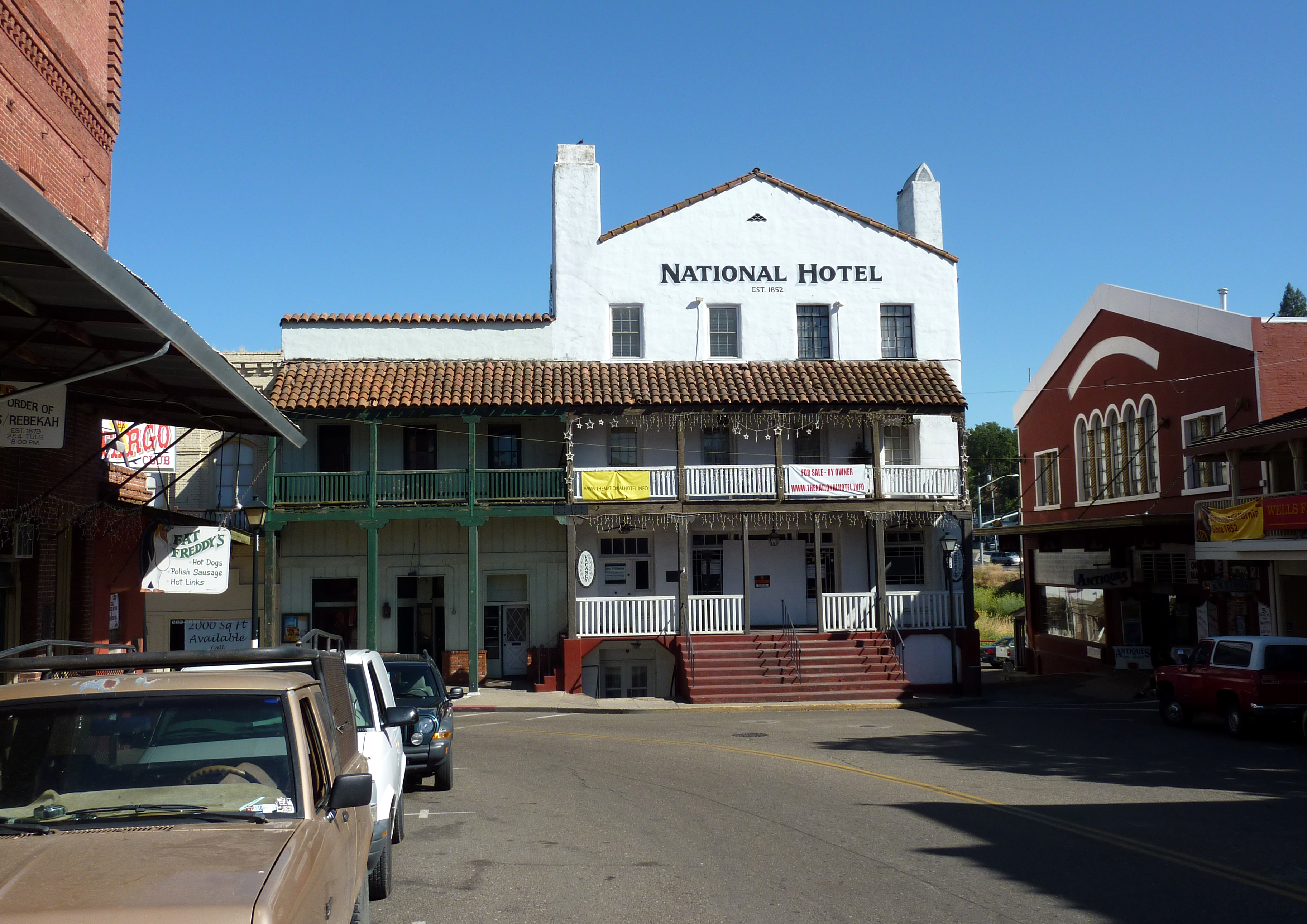
Исторический центр Джэксона

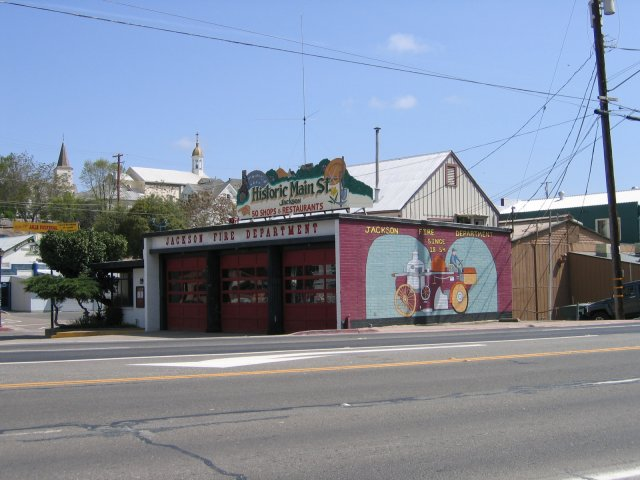
Историческая пожарная часть Джэксона

До европейского завоевания эти земля занимали индейцы племени Северная Сьерра. Они селились вдоль рек и ручьев и занимались охотой, сбором трав и желудей.
Джэксон был основан в 1848 году как лагерь по добыче золота. Лагерь был назван по имени местного адвоката, Олдена Аппола Мура Джексона, которого очень любили шахтеры поселка. Лагерь Джэксон быстро рос. К 1850 году его население составляло 1500 человек. Кроме того, Джэксон являлся удобным местом для остановки во время пути от Сакраменто до Южной Калифорнии.
В 1853 году Джэксон стал окружным центром недавно образованного округа Амадор. До этого он являлся окружным центром соседнего округа Калаверас. Таким образом, Джэксон — единственный город в США, который в разное время являлся окружным центром двух разных округов.
Важным историческим памятником города является шахта Кеннеди, начавшая работу в 1860 году и закрытая во время Второй мировой войны в 1942-м. На момент закрытия она являлась самой глубокой золотой шахтой в стране.
27 августа 1922 года 47 шахтеров погибли в огне во время пожара в шахте Аргонавт. Последнее тело было найдено спустя год после произошедшего. Этот случай до сих пор является самой крупной по числу жертв катастрофой в истории золотодобычи США.

## География и геология
Общая площадь города равна 9,1 квадратных километра. Высота центра населенного пункта — 371 метр над уровнем моря. Территорию города пересекает ручей Джэксон-Крик. 
По всей территории Джэксона встречаются аллювиальные отложения.

## Демография
По данным переписи 2000 года, население Джэксона составляет 3 989 человек, 1 746 домохозяйств и 1 023 семьи, проживающих в городе. Плотность населения равняется 438,8 чел/км². В городе 1 859 единиц жилья со средней плотностью 204,5 ед/км². Расовый состав города включает 93,5 % белых, 0,5 % чёрных или афроамериканцев, 1,4 % коренных американцев, 0,6 % азиатов, 0,1 % выходцев с тихоокеанских островов, 1,9 % представителей других рас и 2,1 % представителей двух и более рас. 6,5 % из всех рас — латиноамериканцы.
Из 1 746 домохозяйств 24,0 % имеют детей в возрасте до 18 лет, 43,8 % являются супружескими парами, проживающими вместе, 12,0 % являются женщинами, проживающими без мужей, а 41,4 % не имеют семьи. 36,1 % всех домохозяйств состоят из отдельных лиц, в 20,0 % домохозяйств проживают одинокие люди в возрасте 65 лет и старше. Средний размер домохозяйства составил 2,13, а средний размер семьи — 2,74.
В городе проживает 20,0 % населения в возрасте до 18 лет, 6,4 % от 18 до 24 лет, 21,9 % от 25 до 44 лет, 22,9 % от 45 до 64 лет, и 28,8 % в возрасте 65 лет и старше. Средний возраст населения — 47 лет. На каждые 100 женщин приходится 80,3 мужчин. На каждые 100 женщин в возрасте 18 лет и старше приходится 75,3 мужчин.
Средний доход на домашнее хозяйство составил $35 944, а средний доход на семью $45 887. Мужчины имеют средний доход в $40 444 против $35 083 у женщин. Доход на душу населения равен $21 399. Около 4,1 % семей и 8,3 % всего населения имеют доход ниже прожиточного уровня, в том числе 7,3 % из них моложе 18 лет и 7,0 % от 65 лет и старше.